# All Wet (film 1924)
All Wet è una comica muta del 1924 diretta da Leo McCarey con protagonista Charley Chase.
Il film fu distribuito il 23 novembre 1924.

## Trama
Jimmie Jump è un residente di una pensione che riceve un telegramma che gli dice di prendere un importante carico alla stazione del treno alle 14:30 di mercoledì. Jimmie ha un'intera serie di guai andando al deposito.